# Kis-lapos-barlang
A Kis-lapos-barlang a Duna–Ipoly Nemzeti Park területén lévő Pilis hegységben, az Oszolyon található egyik barlang. Turista útikalauzokban is be van mutatva.

## Leírás
Csobánka külterületén, az Oszolyon elhelyezkedő Óra-faltól É-ra lévő negyedik sziklacsoport felső részének D-i falában, a Kétbejáratú-barlang felett kb. 8 m-re van a bejárata. Felső triász dachsteini mészkőben freatikus körülmények között keletkezett a barlang. A barlang lapos bejárata után egy kis gömbfülkébe lehet jutni. Ez a gömbfülke a barlang végpontja. A többnyire kúszva járható üreg száraz, kitöltése kőzettörmelék, avar és humusz. Zuzmók figyelhetők meg bejáratánál. Nem volt kutatva, de továbbjutás szempontjából jelentéktelen.
1975-ben volt először Kis-lapos-barlangnak nevezve a barlang az irodalmában. Előfordul a barlang az irodalmában Kis-barlang (Kordos 1981), Kislapos-barlang (Kárpát 1991), Kis-lapos barlang (Bertalan 1976), Kis-Lapos-barlang (Kraus 1997), Kis-Lapos barlang (Kordos 1970) és Lapos-barlang (Dely, Mezei 1974) neveken is.

## Kutatástörténet
Az 1967-ben napvilágot látott Pilis útikalauz című könyvben meg van említve, hogy az Oszoly Csobánkára néző, Ny-i oldalán, az erdővel körülvett mészkősziklák között több jelentéktelen üreg található. Az 1969. évi Karszt- és Barlangkutatási Tájékoztatóban publikált közlemény szerint 1969 augusztusában a Szpeleológia Barlangkutató Csoport a Kevélyekben szervezett tábor során fix pontokat helyezett el az Oszoly és az Oszoly-oldal 8 kisebb-nagyobb üregében. 1970. március 22-én és 1970. április 26-án Kordos László vizsgálta a barlang klímáját Assmann-féle aspirációs pszichrométerrel. 1970-ben Kordos László vesztett pontokkal és bányászkompasszal felmérte a barlangot. A felmérés alapján Kordos László 1:100 méretarányú alaprajz térképet és hosszmetszet térképet szerkesztett és rajzolt. A felmérés szerint a barlang 4,5 m hosszú és 1,8 m mély.
A Szpeleológia Barlangkutató Csoport 1970. évi jelentésében részletes leírás található a barlangról és kutatástörténetéről. A jelentésben az van írva, hogy a Kis-Lapos barlangnak az Oszoly Óra-falától É-ra lévő negyedik sziklacsoport felső részének D-i oldalában van a bejárata. Lapos nyílással lefelé lejtő, majd még egy gömbfülkét képező kis üreg. Felső triász, fehér dachsteini mészkőben valószínűleg hévizes úton jött létre a barlang. A teljesen száraz barlang kitöltése humusz. Felszerelés nélkül megtekinthető a barlang. Előző kutatói ismeretlenek és nem szerepel irodalomban. 1970-ben a Szpeleológia Barlangkutató Csoport tagjai vizsgálták. A jelentés mellékletébe bekerültek az 1970-es térképek.
Az 1974-ben megjelent Pilis útikalauz című könyvben, a Pilis hegység és a Visegrádi-hegység barlangjainak jegyzékében (19–20. old.) meg van említve, hogy a Pilis hegység és a Visegrádi-hegység barlangjai között vannak az Oszoly barlangjai és a Lapos-barlang. A Pilis hegység barlangjait leíró rész szerint a Csobánka felett emelkedő Oszoly sziklái között másféltucat kis barlang van. Ezeket a Szpeleológia Barlangkutató Csoport térképezte fel és kutatta át rendszeresen. E kis barlangok többsége nem nagyon látványos, de meg kell említeni őket, mert a turisták, különösen a sziklamászók által rendszeresen felkeresett Oszoly sziklafalaiban, valamint azok közelében némelyikük kitűnő bivakolási lehetőséget nyújt. Az Óra-faltól É-ra emelkedő negyedik sziklacsoport felső részének D-i oldalában van a Lapos-barlang nyílása, amelyen keresztül egy gömbfülke kis üregébe lehet jutni.

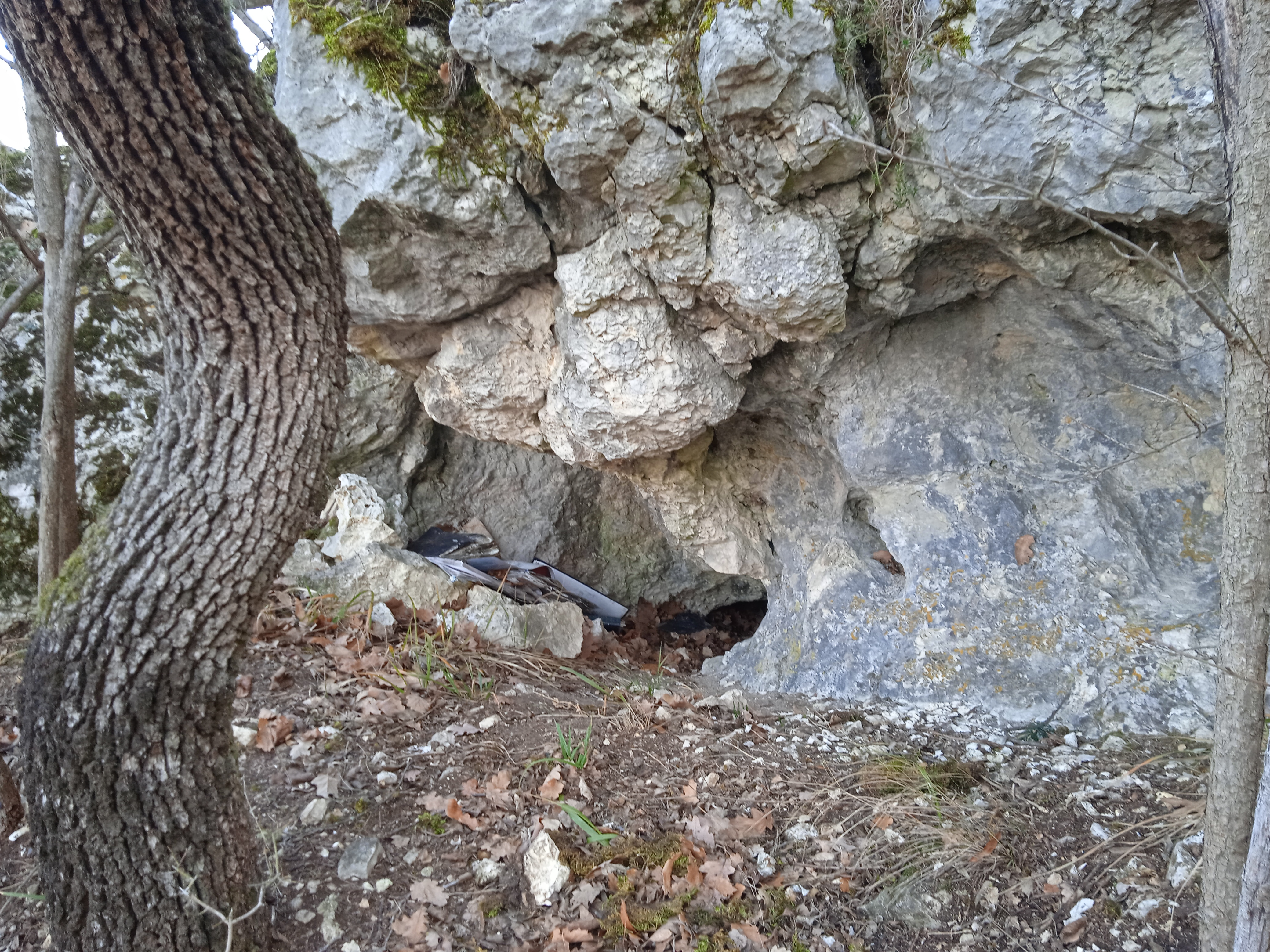
A Kis-lapos-barlang bejárata

Az 1975. évi MKBT Beszámolóban publikálva lett az 1970. évi jelentés barlangra vonatkozó része a jelentésben lévő térképekkel együtt. A Kis-lapos-barlang az oszolyi Óra-faltól É-ra lévő negyedik sziklacsoport felső részének D-i oldalában nyílik. Lapos bejárattal kezdődő, egy gömbfülkéből álló üreg. Dachsteini mészkőben alakult ki. Kitöltése humusz. A klímamérések eredménye az 1. számú táblázatban látható. Kordos László 1970-ben mérte fel vesztett pontokkal. 4,5 m hosszú és 1,8 m mély. Előző kutatói ismeretlenek. A kiadványban van egy helyszínrajz, amelyen a Csúcs-hegy és az Oszoly barlangjainak földrajzi elhelyezkedése látható. A rajzon megfigyelhető a Kis-lapos-barlang földrajzi elhelyezkedése.
A Bertalan Károly által írt és 1976-ban befejezett kéziratban az olvasható, hogy a Pilis hegységben, a Kevély-csoportban, Pomázon helyezkedik el a Kis-lapos barlang, amelynek másik neve Lapos-barlang. Az Oszoly Óra-falától É-ra lévő negyedik sziklacsoport felső részének D-i oldalában van a bejárata. A bejárata egy befelé lejtő lapos nyílás. A 4,5 m hosszú és 1,8 m mély barlang egyetlen lejtős járatból és egy kis gömbfülkéből álló kicsi üreg. A kézirat barlangra vonatkozó része egy kézirat alapján lett írva.
Az 1981. évi Karszt és Barlang 1–2. félévi számában nyilvánosságra lett hozva, hogy a Kis-barlangnak 4820/28. a barlangkataszteri száma. Az 1984-ben napvilágot látott Magyarország barlangjai című könyv országos barlanglistájában szerepel a Pilis hegység barlangjai között a barlang Kis-barlang néven Kis-lapos-barlang és Lapos-barlang névváltozatokkal. A listához kapcsolódóan látható a Dunazug-hegység barlangjainak földrajzi elhelyezkedését bemutató 1:500 000-es méretarányú térképen a barlang földrajzi elhelyezkedése. Az 1991-ben megjelent útikalauzban meg van ismételve az 1974-es útikalauzban lévő barlangismertetés és az Oszoly barlangjainak általános ismertetése. A Kárpát József által írt 1991-es összeállításban meg van említve, hogy a Kislapos-barlang (Csobánka) 5 m hosszú és 1 m mély.
Az 1996. évi barlangnapi túrakalauzban meg van ismételve az 1991-ben kiadott útikalauzban található leírás, amely az Oszoly barlangjait általánosan ismerteti. 1997. május 23-án Kárpát József 1990-es oszolyi áttekintő térképe alapján Kraus Sándor rajzolt helyszínrajzot, amelyen az oszolyi sziklabordák üregeinek földrajzi elhelyezkedése van ábrázolva. A rajzon megfigyelhető a Kis Lapos névvel jelölt barlang földrajzi helyzete. Kraus Sándor 1997. évi beszámolójában az olvasható, hogy az 1997 előtt is ismert Kis-Lapos-barlangnak volt már térképe 1997 előtt. A jelentésbe bekerült az 1997-es helyszínrajz. A 2005-ben megjelent Magyar hegyisport és turista enciklopédia című könyvben meg van említve, hogy az Oszoly erdejében elszórtan sziklatömbök és kis barlangnyílások váltogatják egymást.